# Тибетская литература

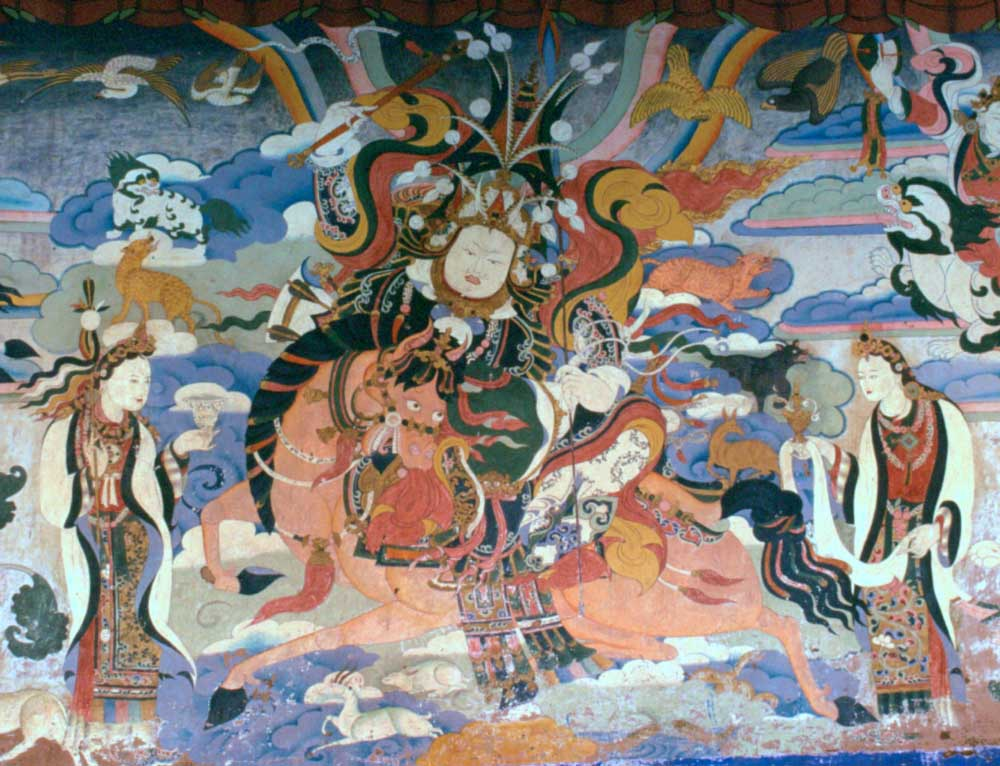
Тибетский орнамент царя-избранника

Тибетская литература — литература на тибетском языке. Она включает: огромный корпус переводов древнеиндийской литературы; созданные под влиянием буддизма оригинальные произведения, среди которых преобладала литература религиозно-философского характера; современная литература, связанная с образованием Тибетского автономного района в составе КНР и распространением светского образования.

## Описание
Значительный массив в тибетской литературе составляют переводы буддийских произведений с санскрита (с пракритов, используемых в буддийской литературе Индии). Традиция таких переводов началась в первой половине VII века, вскоре после того, как по приказу царя Сонгцэн Гампо была введена национальная письменность, разработанная Тхонми Самбхотой.
Часто санскритские оригиналы переводов не сохранились, почему канон буддизма махаяны наиболее полно сохранился на тибетском и китайском языке (переводческие школы Китая и Тибета часто уделяли внимание разным составляющим индийского буддийского наследия, поэтому корпус переводной литературы на китайском и тибетском часто неидентичен). Однако в отличие от китайской культуры, обладавшей собственной литературой до прихода буддизма, тибетская культура как культура письменная стартовала с импорта алфавита, религии и наук из Древней Индии.
Первыми оригинальными произведениями на тибетском языке могут считаться «Грамматика», составленная Тхонми Самбхотой, и «Завещание» царя Сонгцэн Гампо (умер в 650 году). Грамматика не сохранилась, но отдельные главы из неё послужили развитию богатой тибетской грамматической литературы. Завещание не пользуется доверием историков в связи с легендарным характером окружающей Сонгцэн Гампо нарративной традиции.
Дошедшие до нас уверенно датируемые оригинальные произведения на тибетском языке — это рукописи IX—X веков из Дуньхуана.

## Классификация
Жанровая классификация тибетской литературы, принятая в издании коллектива авторов 1996 года «Тибетская литература», следующая: